# Yalí
Yalí è un comune della Colombia facente parte del dipartimento di Antioquia.
Il centro abitato venne fondato da un gruppo di minatori nel 1888, mentre l'istituzione del comune è del 1960.